# Manuel Torres Jiménez
Manuel Torres Jiménez (La Algaba, 5 gennaio 1991) è un calciatore spagnolo, centrocampista del Wieczysta Cracovia.

## Palmarès

### Club

#### Competizioni nazionali
- Coppa di Cipro: 1

AEL Limassol: 2018-2019
- III liga: 1

Wieczysta Cracovia: 2023-2024